# Gyeonggi-do
Gyeonggi-do is een provincie in het noordwesten van Zuid-Korea. De hoofdstad van de provincie is Suwon. In het noorden grenst de provincie aan Noord-Korea, in het oosten aan Gangwon-do, in het zuiden aan Chungcheongbuk-do en Chungcheongnam-do. De provincie ligt aan de Gele Zee.
Seoel, de hoofdstad van Zuid-Korea ligt binnen de provincie, maar is in 1946 een zelfstandige bestuurseenheid in de bestuurlijke indeling van Zuid-Korea geworden. Ook Incheon bevindt zich binnen de provinciegrenzen. Deze stad is in 1981 een zelfstandige bestuurseenheid geworden.
De oppervlakte van de provincie is 10.189 km² en het inwoneraantal (2004) 10.629.000, waarmee er 1024 inwoners per vierkante kilometer wonen. Dit gedeelte van Korea, zeker inclusief de steden Incheon en Seoel behoort tot de gebieden met de meeste bewoners per km² ter wereld. Met Seoel en Incheon erbij wonen bijna de helft van de bevolking van Zuid-Korea in dit gebied. Veel steden in de provincie zijn satelliet-steden van Seoel.

## Steden (Si)
- Suwon (수원시, 水原市) — de provinciehoofdstad
- Ansan (안산시, 安山市)
- Anseong (안성시, 安城市)
- Anyang (안양시, 安養市)
- Bucheon (부천시, 富川市)
- Dongducheon (동두천시, 東豆川市)
- Gimpo (김포시, 金浦市)
- Goyang (고양시, 高陽市)
- Gunpo (군포시, 軍浦市)
- Guri (구리시, 九里市)
- Gwacheon (과천시, 果川市)
- Gwangju (광주시, 廣州市)
- Gwangmyeong (광명시, 光明市)
- Hanam (하남시, 河南市)
- Hwaseong (화성시, 華城市)
- Icheon (이천시, 利川市)
- Namyangju (남양주시, 南楊州市)
- Osan (오산시, 烏山市)
- Paju (파주시, 坡州市)
- Pocheon (포천시, 抱川市)
- Pyeongtaek (평택시, 平澤市)
- Seongnam (성남시, 城南市)
- Siheung (시흥시, 始興市)
- Uijeongbu (의정부시, 議政府市)
- Uiwang (의왕시, 儀旺市)
- Yangju (양주시, 楊州市)
- Yeoju (여주시, 驪州市)
- Yongin (용인시, 龍仁市)

### Districten (Gun)
- Gapyeong (가평군, 加平郡)
- Yangpyeong (양평군, 揚平郡)

- Yeoncheon (연천군, 漣川郡)